# 圣伊尼亚斯 (密歇根州)
圣伊尼亚斯（St. Ignace）位于美国密歇根州北部休伦湖畔，是麦基诺县的县治。